# Rožňavské Bystré
Rožňavské Bystré (in ungherese Sebespatak, in tedesco Neuhaus) è un comune della Slovacchia facente parte del distretto di Rožňava, nella regione di Košice.